# Hugo Fontana
Hugo Fontana (Toledo, Canelones, 19 de mayo de 1955 - Punta Cana, República Dominicana, 10 de enero de 2022) fue un escritor, periodista y crítico literario uruguayo.

## Biografía
Se inició como poeta, para después dedicarse al cuento y la novela de estilo realista, incluso de corte policial. En parte de su obra ha utilizado como escenario a Toledo, departamento de Canelones, su pueblo natal.
Como periodista trabajó en el diario La República de Montevideo, entre otras publicaciones. Colabora en el área cultural de los diarios El País y El Observador, y en el semanario Brecha.
Con Oscuros perros (2001) y Quizás el domingo (2003) ganó dos veces el primer premio en el Concurso de Narrativa Lolita Ruibal – Ediciones de la Banda Oriental.
En 2001 publicó La piel del otro. La novela de Héctor Amodio Pérez, una biografía novelada basada en documentos periodísticos de época y en una veintena de testimonios de personas que conocieron al ex-Tupamaro Amodio Pérez, de quien al momento de la escritura del libro se desconocía su paradero.
En 2017 publicó la novela El agua blanda, inspirada libremente en el Operativo Cóndor, un episodio de 1966 en el que un comando de argentinos, militantes peronistas y nacionalistas, secuestró un avión y lo desvió a las islas Malvinas.
Fontana fue encontrado muerto en su habitación del hotel donde se alojaba en Punta Cana. Las primeras investigaciones apuntan a una muerte natural.

## Obras
Novela
- 1992, El cazador (Yoea, Montevideo)
- 1996, Y bésame así (Alfaguara, Montevideo)
- 1999, El crimen de Toledo (Alfaguara, Montevideo, Ediciones PuntaObscura, Montevideo, 2015)
- 2000, Veneno (Lengua de Trapo, Madrid, España, Sudamericana, Montevideo, 2007 - Suburbano, Miami, 2020)
- 2012, La piel del otro. La novela de Héctor Amodio Pérez (Cal y Canto, Montevideo, Ediciones PuntaObscura, Montevideo, 2012)
- 2005, El príncipe del azafrán (Planeta, Buenos Aires)
- 2006, La última noche frente al río (Planeta, Buenos Aires)
- 2008, Un mundo sin cielo (Rebecca - Linke, Montevideo)
- 2009, El noir suburbano (Casa Editorial Hum, Montevideo)
- 2011, Tierra firme (Random House Mondandori, Montevideo)
- 2013, Barro y rubí (Estuario editora, Montevideo)
- 2017, El agua blanda (HUM, Montevideo)
- 2021, Los nombres propios Emir Rodríguez Monegal (Estuario, Montevideo)

Cuentos
- 1997, Liberen a Bakunin (Aymara, Montevideo)
- 2001, Oscuros perros (Ediciones de la Banda Oriental, Montevideo)
- 2001, Las historias más tontas del mundo (Alfaguara, Montevideo)
- 2003, Quizás el domingo (Ediciones de la Banda Oriental, Montevideo)
- 2015, Desaparición de Susana Estévez (Estuario editora, Montevideo)

Poesía
- 1977, Las sombras, el sol (Ediciones de la Balanza, Montevideo)
- 1988, Poemas de arena (Destabanda, Montevideo)
- 1986, La voluntad de mentir (Ediciones de la Banda Oriental, Montevideo)

Ensayo
- 2003, Historias robadas. Beto y Débora, dos anarquistas uruguayos (Cal y Canto, Montevideo)
- 2014, Las mil cuestiones del día. Trece historias de anarquistas (Editorial Alter, Montevideo)